# Nicolaus Steno
Nicolaus Steno (latiniserad form av Niels Steensen), född 10 januari 1638 i Köpenhamn, död 25 november 1686, var en dansk katolsk präst, naturforskare, titulärbiskop av Titopolis, och apostolisk vikarie för Apostoliska vikariatet i de nordiska missionerna.

## Biografi

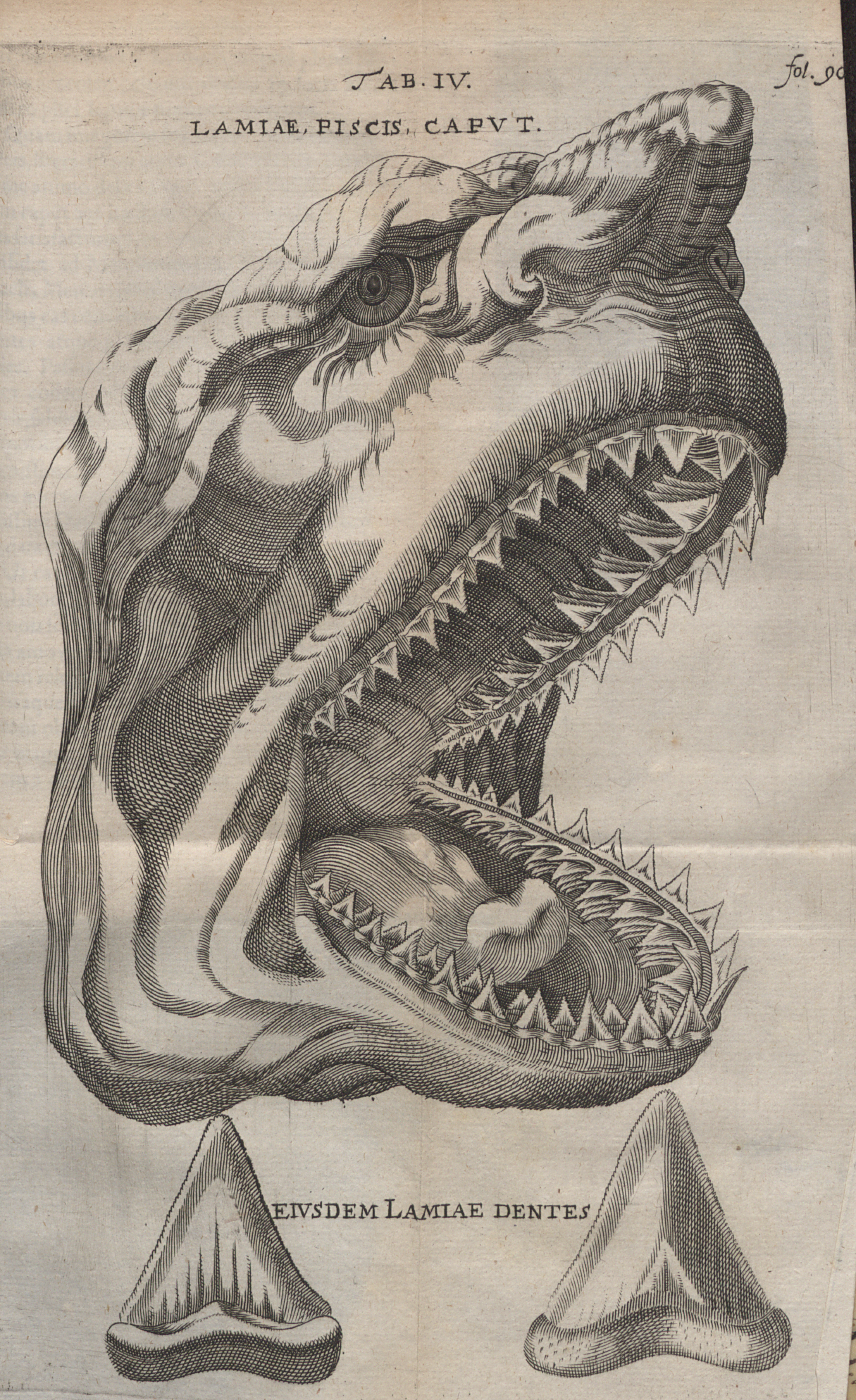
Elementorum myologiae specimen, 1669

### Katolsk präst
Steensen föddes i en luthersk familj men konverterade till katolicismen 7 november 1667. Efter sin omvändelse intresserade sig Steensen mer och mer för teologi och vid påsken 1675 vigdes han till katolsk präst.
Som präst blev han senare utnämnd av påven Innocentius XI 21 augusti 1677 till apostolisk vikarie för Apostoliska vikariatet i de nordiska missionerna, som varade fram till hans död 1686, efterträdd av Friedrich von Tietzen-Schlütter. Steensen spelade en aktiv roll i motreformationen i norra Tyskland. Han utnämndes även till titulärbiskop av Titopolis.
Han vördades som ett helgon efter sin död och den katolska helgonförklaringsprocessen inleddes 1938. Påven Johannes Paulus II saligförklarade Steensen 1988.

### Naturvetenskap
Steensen var en pionjär inom både anatomin och geologin. Han studerade och verkade på många platser i Europa och lärde känna många av sin tids vetenskapsmän. Han var den förste som kunde visa att sedimentära lager ursprungligen avsattes i horisontellt läge på varandras översida i ett flytande medium. Det är därför yngre bergarterna i en lagerserie vilar på de äldre, en idag fundamental princip inom stratigrafin. 